# Bonnal (Luksemburg)
Bonnal (lb. Bommel) – wieś (Uertschaft) w północno-zachodnim Luksemburgu, w kantonie Wiltz, w gminie Esch-sur-Sûre. Do 3 października 2015 miejscowość leżała w dystrykcie Diekirch, a do 31 grudnia 2011 należała do gminy Neunhausen. Liczy 62 mieszkańców (31 grudnia 2022).